# Reprezentacja Holandii w piłce wodnej kobiet
Reprezentacja Holandii w piłce wodnej kobiet – zespół, biorący udział w imieniu Holandii w meczach i sportowych imprezach międzynarodowych w piłce wodnej, powoływany przez selekcjonera, w którym mogą występować wyłącznie zawodnicy posiadający obywatelstwo holenderskie. Za jej funkcjonowanie odpowiedzialny jest Holenderski Związek Pływacki (KNZB), który jest członkiem Międzynarodowej Federacji Pływackiej.